# François Van Campenhout

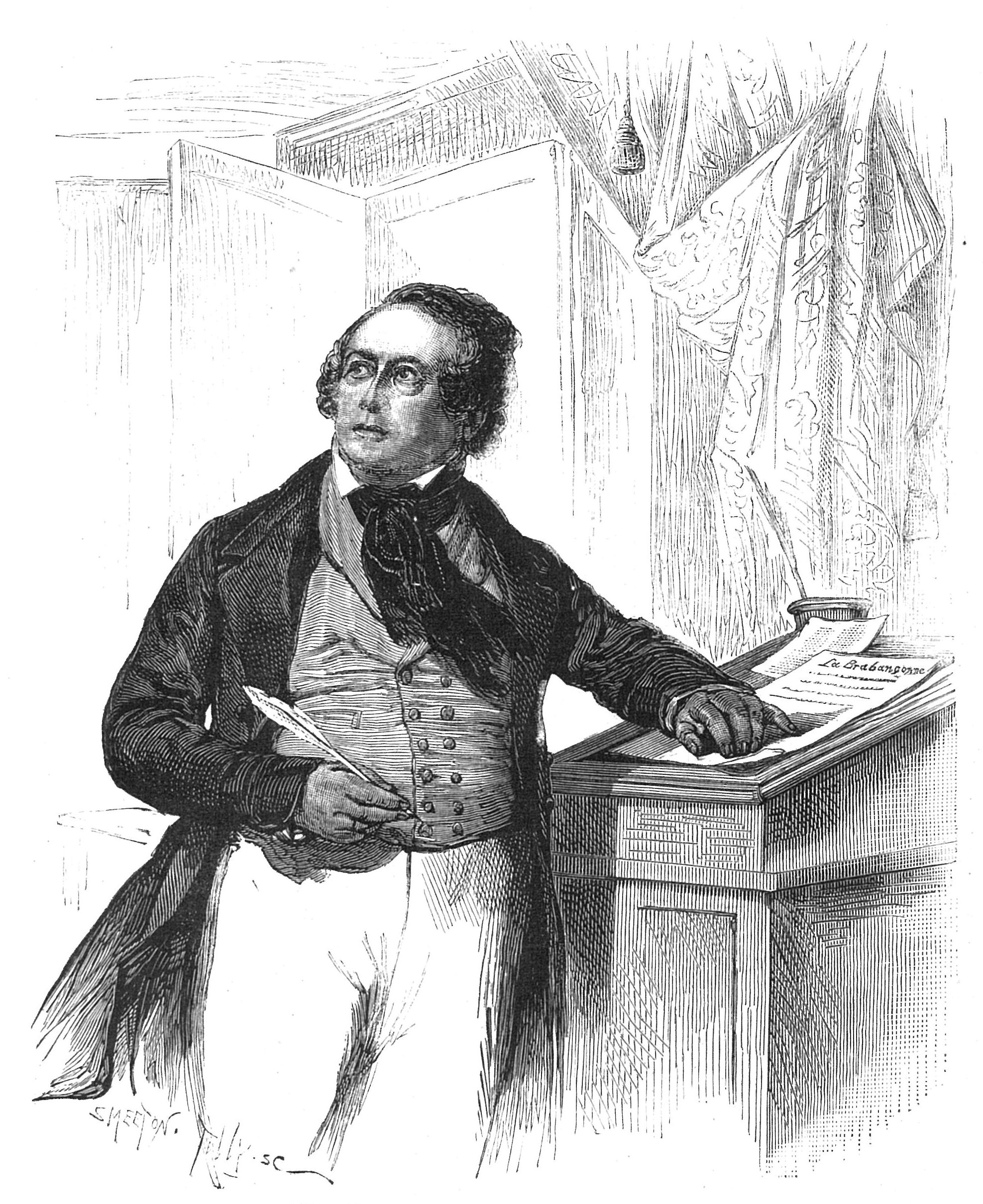
Portretgravure

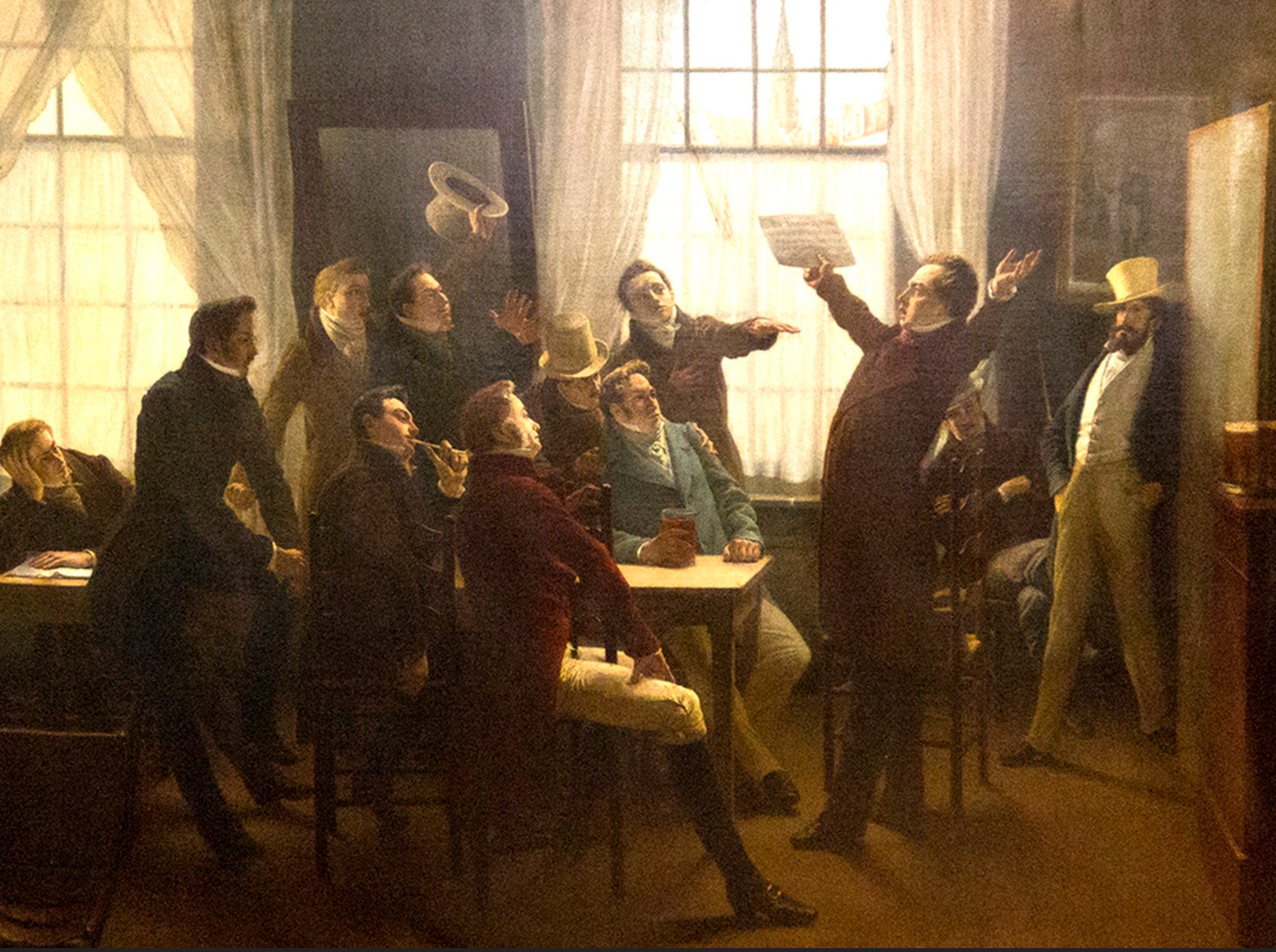
Van Campenhout brengt de Brabançonne (Antoine Van Hammée, 1880)

François Van Campenhout (Brussel, 5 februari 1779 - aldaar, 24 april 1848) was een Belgisch operazanger, dirigent en componist, vooral bekend door het componeren van de muziek voor het Belgisch volkslied, de Brabançonne. 
Van Campenhout studeerde viool. Hij werkte aanvankelijk op een kantoor, maar koos al gauw voor een loopbaan als musicus. Na een tijd violist in de Brusselse Muntschouwburg te zijn geweest, begon hij als tenor aan de opera in Gent. Dat was het begin van een succesvolle operacarrière, die hem voerde op de planken van onder andere Brussel, Antwerpen, Parijs, Amsterdam, Den Haag, Lyon en Bordeaux.
In 1828 sloot hij zijn carrière als zanger af en werd dirigent in Brussel.
Van Campenhout schreef een groot aantal werken: opera's als Grotius ou le Château de Lovesteyn en Passe-Partout, die nogal wat succes hadden, en ook balletmuziek, symfonieën en koormuziek. 
De muziek van de Brabançonne schreef hij in september 1830 op een tekst die enkele dagen eerder door de operazanger Jenneval was geschreven.
Hij was ridder in de Leopoldsorde.